# Janaka
Na Índia antiga, Janaka (sânscrito: जनक, janaka) ou Raja Janaka (राजा जनक, rājā janaka) foi o rei do reino Mithila. Ele nasceu no Janakpur dos dias modernos, Nepal; ele é mencionado no Ramayana como pai de Sita, e também há referência a ele no Brihadaranyaka Upanishad, no Mahabharata e nos Puranas.
Janaka propôs um teste de força em que pretendentes competindo pela mão da sua filha em casamento teriam de quebrar o grande arco do deus Shiva. Rama passou nesse teste de força, e a filha de Janaka, Sita (também chamada de Janaki), casou-se com Rama e, juntos, eles foram morar em Ayodhya.
Janaka não era só um rei bravo, mas também era bem-versado nos shastras e nos Vedas como qualquer rishi. Ele era o amado pupilo de Yaajnavalkya, cuja exposição de Brahman ao rei forma um capítulo do Brihadaranyaka Upanishad. No Bhagavad Gita, Sri Krishna cita Janaka como um ilustre exemplo do Karma yoga.
O rei Janaka também era dito de ser um Rajarshi tendo avançado espiritualmente e atingido o estado de um rishi, apesar de ser um rei, administrador do reino de Mithila. Ele também era instruído pelo sábio Ashtavakra sobre a natureza do atman; essa exposição forma o conteúdo do famoso tratado Ashtavakra Gita.
De acordo com o épico Mahabharata, os Janakas eram uma raça de reis que governavam o reino Videha da sua capital Mithila. O pai de Sita (esposa de Rama) foi nomeada Siradwaja Janaka. O Mahabharata menciona muitos outros reis Janaka, que foram todos grandes estudiosos e que levavam a vida de um sábio, apesar de serem reis. Eles tiveram conversas religiosas com muitos sábios.